# Сортобе
Сортобе́ (каз. Сортөбе) — село у складі Кордайського району Жамбильської області Казахстану. Адміністративний центр Сортобинського сільського округу.
У радянські часи село називалося Шортоба.
Населення — 19458 осіб (2021; 14646 у 2009, 10758 у 1999, 8400 у 1989).